# وولف كان
وولف كان (بالإنجليزية: Wolf Kahn)‏ هو رسام وفنان أمريكي، ولد في 4 أكتوبر 1927 في شتوتغارت في ألمانيا.